# Kacper Grzomba
Kacper Grzomba czasem też Kasper (ur. 3 stycznia 1884 w Lipinach, zm. 12 lutego 1970 w Bytomiu) – powstaniec śląski, działacz narodowy i kulturalny.

## Życiorys
Ukończył szkołę ludową w 1898 i rozpoczął pracę w hucie „Silesia”. Pracę społeczno-narodową rozpoczął w 1901  wstępując do Towarzystwa Gimnastycznego „Sokół” oraz Związku Katolickich Robotników św. Józefa. Organizacje te uprawiały teatr amatorski wystawiając sztuki teatralne w Lipinach, Chropaczowie i Piaśnikach. Przy tej okazji zetknął się z Augustynem Świdrem i Feliksem Maniurą.
W czasie I wojny światowej został wcielony do niemieckiej armii i został rzucony na front wschodni, gdzie dostał się do rosyjskiej niewoli. Do Lipin wrócił w 1920. Podczas III powstania śląskiego organizował straż powstańczą w lipińskich zakładach pracy. 
Po wojnie najwięcej czasu poza pracą poświęcił reżyserowaniu sztuk w teatrach. Zginął w wypadku samochodowym 12 lutego 1970 w Bytomiu.